# Ippocampo (mitologia)

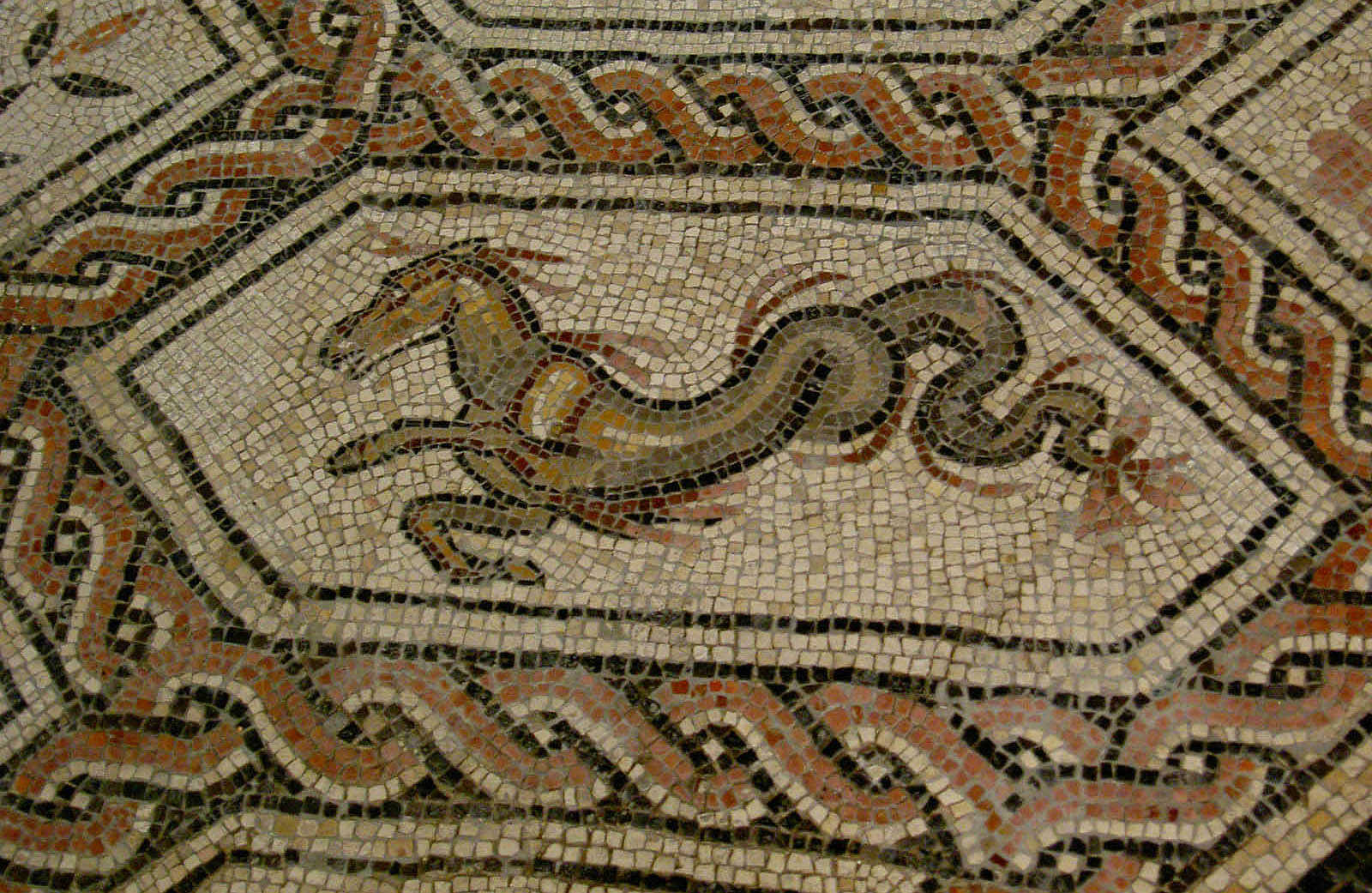
Un ippocampo su un mosaico romano

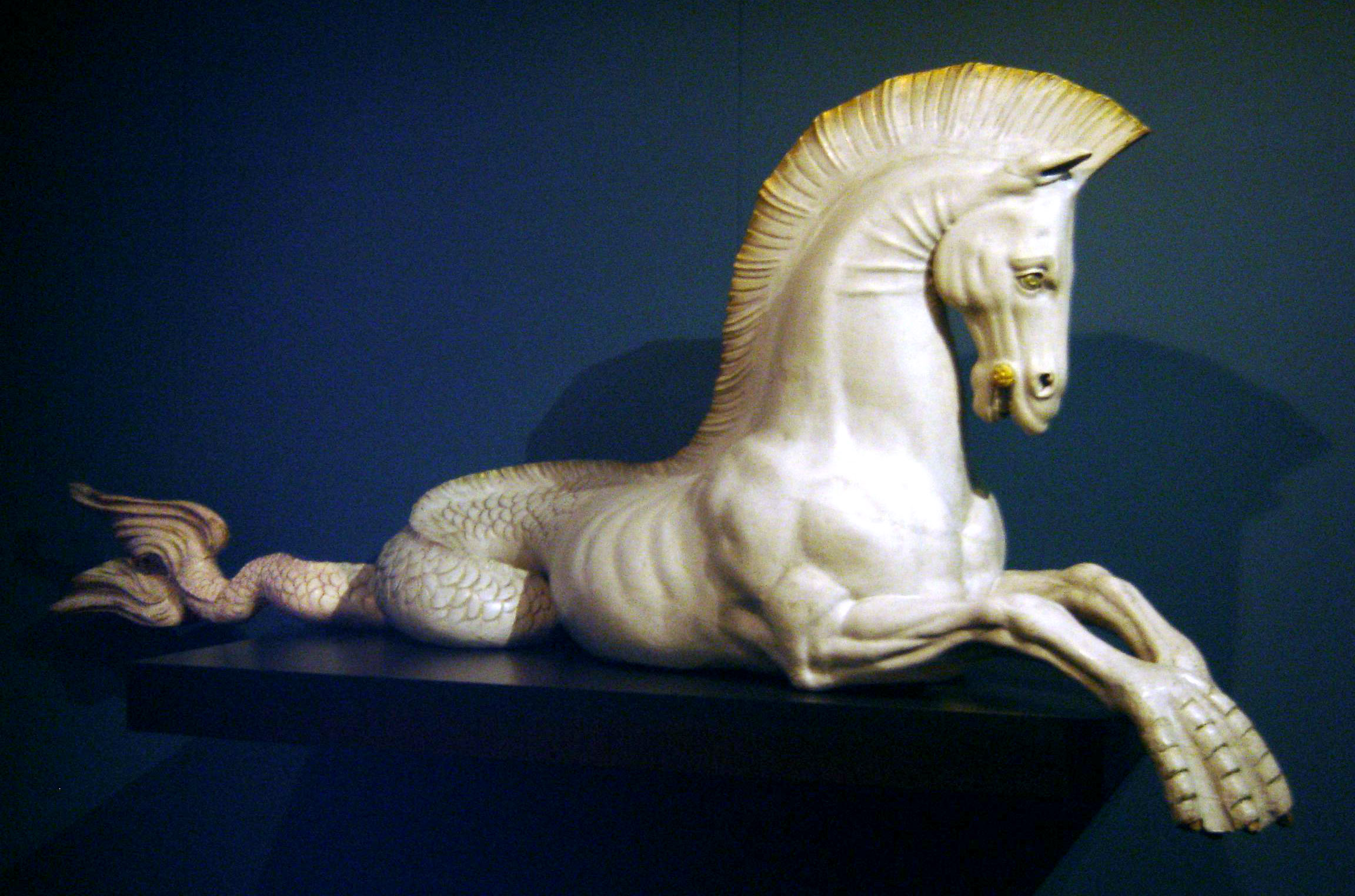
Scultura rappresentante un ippocampo

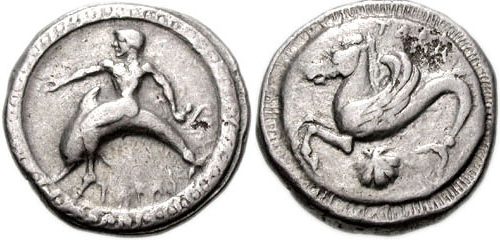
Un ippocampo alato su una moneta

Un Ippocampo è una creatura leggendaria della mitologia greca. Gli Ippocampi figurano nel corteo di Poseidone, insieme a tritoni, draghi acquatici, e giganteschi mostri marini.

## Descrizione
Sono cavalli sino alla pancia, e il loro corpo si conclude con una coda di pesce. Possono avere zoccoli o zampe palmate, e al posto della criniera possono esserci una cresta di membrana o delle alghe.